# اسپیریدون آتاناسوپولوس
اسپیریدون آتاناسوپولوس (یونانی: Σπυρίδων Αθανασόπουλος) یک ژیمناست هنری اهل یونان است.
از افتخارات وی میتوان به کسب مدال نقره پارالل تیمی در بازی‌های المپیک تابستانی ۱۸۹۶ اشاره کرد.